# スエット

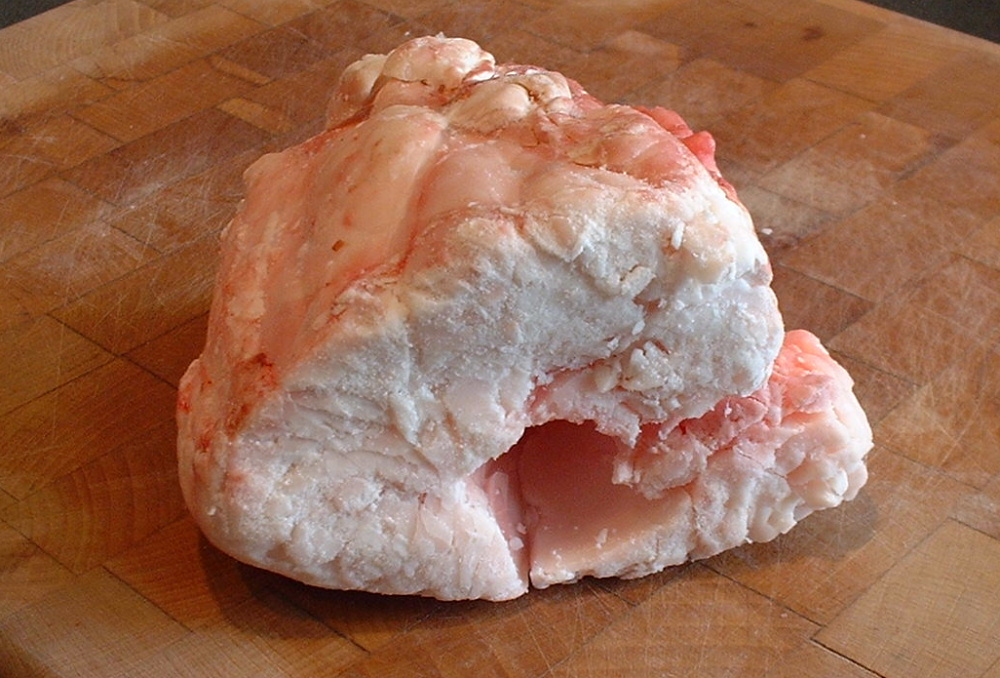
仔牛のスエット

スエット (suet) は、牛や羊の、腰の腎臓付近の脂である。なお英語での発音は「スーエット」に近い。
日本では「ケンネ脂」と呼ぶ。
硬く、常温では溶けにくい（融点45–50℃）。

## 用途
主に、レンダリングによりタロー（牛脂）となる。
イギリスでは代表的な食材で、火を通せば溶けやすいことを利用して蒸し料理に使われる。ダンプリング、ミンスパイ、プディングなどが代表である。
日本では焼肉、ステーキ、すき焼き用の肉を購入した客に対し、調理用の油として一口大にカットされたものが無料で提供されることも多い。
食材のほか、石鹸や蝋燭の原料、鳥の餌にも使われる。